# Эллис, Джоб Бикнелл
Джоб Бикнелл Эллис (англ. Job Bicknell Ellis; 1829—1905) — американский миколог.

## Биография
Джоб Бикнелл Эллис родился 21 января 1829 года в семье Фримэна Эллиса и Сары в районе поселения Потсдам в штате Нью-Йорк. С детства работал на ферме отца. В 16 лет стал преподавателем в школе в городе Стокем, в качестве зарплаты получая в месяц 5 долларов и зерно.
В 1849 году поступил в Юнион-колледж в Скенектади, в 1851 году окончил его со степенью бакалавра. Затем Эллис преподавал в Джермантауне. Джоб Бикнелл познакомился с микологом Генри Уильямом Равенелем, с которым стал обмениваться гербарными образцами.
В 1856 году Эллис стал преподавать в южных штатах, однако под давлением начальства был вынужден вернуться на север, в Посдем. Там он женился на Арвилле Бэйкон. В 1864 году Эллис был записан в Американский флот, принимал участие в гражданской войне. После окончания войны Джоб переехал в Ньюфилд. С 1878 года Эллис окончательно посвятил свою жизнь микологии.
В 1892 году Эллис и Бенджамин Матлак Эверхарт издали книгу The North American Pyrenomycetes, самую совершенную монографию аскомицетов того времени.
Джоб Эллис скончался 30 декабря 1905 года в своём доме в Ньюфилде.

## Некоторые научные работы
- Ellis, J.B.; Everhart, B.M. (1892) The North American Pyrenomycetes. 793 p.

## Роды грибов, названные в честь Дж. Б. Эллиса
- Ellisia Bat. & Peres, 1965, nom. illeg. [= Heteroconium Petr., 1949]
- Ellisiella Sacc., 1881 [= Colletotrichum Corda, 1831]
- Ellisiodothis Theiss., 1914 [= Muyocopron Speg., 1881]
- Jobellisia M.E.Barr, 1993